# Базлама

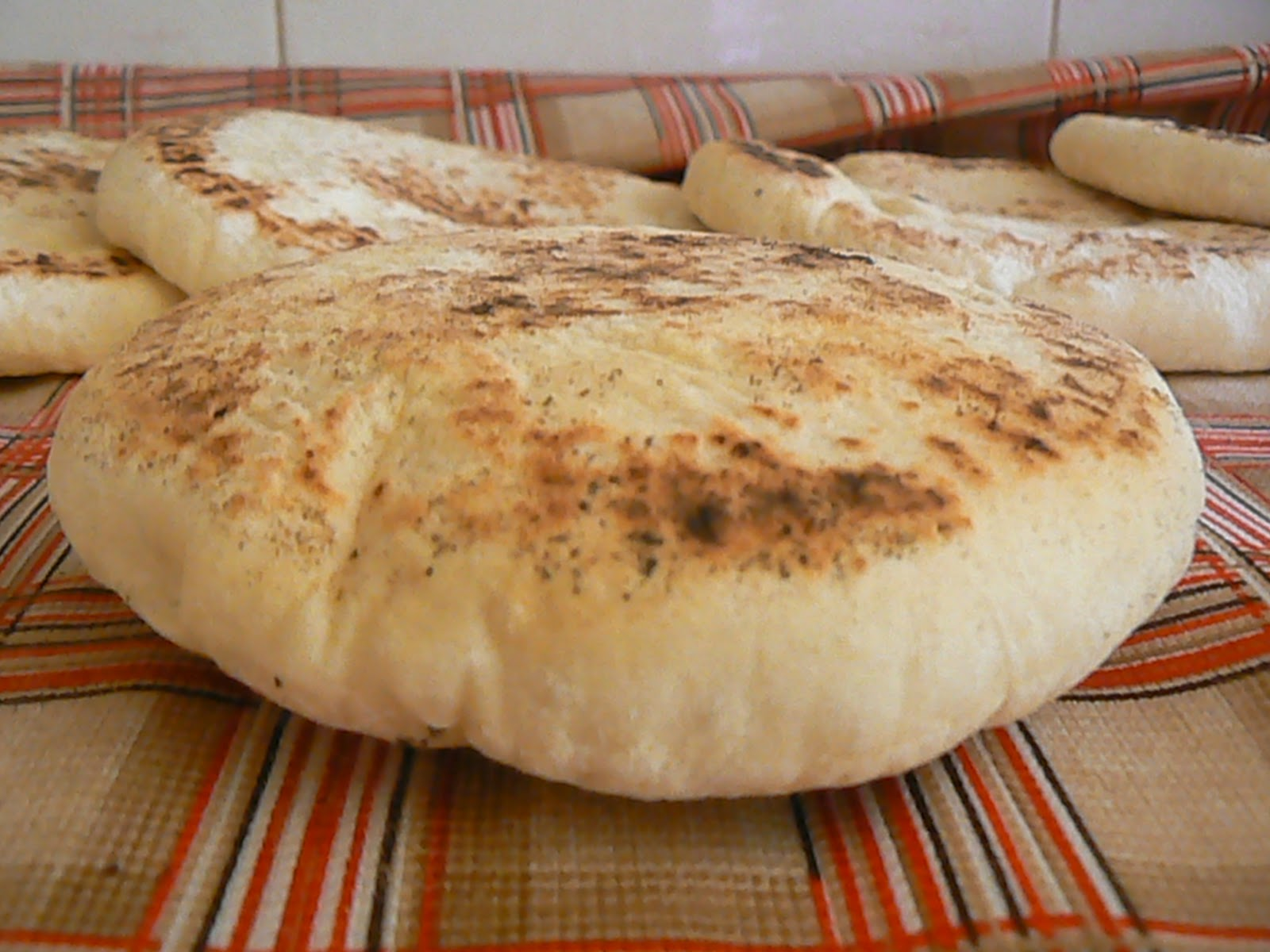
Базлама.

Базлама — однослойная, плоская, круглая лепёшка кремового-жёлтого цвета. Характерна для турецкой кухни.
Средняя толщина 2 см и диаметр от 10 до 25 см. Базлама изготавливается из пшеничной муки, воды, поваренной соли и дрожжей. После смешивания и двух-трёх часов брожения, из куска 200—250 грамм теста делают шарики, затем раскатывают до плоского состояния и запекают на горячей плите. Во время выпечки, хлеб переворачивается и обжаривается с двух сторон.
Базламу лучше подавать сразу после приготовления. Базламу со сливочным маслом едят на завтрак с чашкой чая. Базлама подаётся как гарнир с маслом или с подливкой карри. Пекари на турецких рынках разрезают базламу на две тонкие половинки и наполняет сыром или другими начинками. Затем нагревают и подают.